# عملية غضب بوهاما
جرت عملية غضب بوهاما في الفترة من 31 مارس إلى 8 أبريل 2020 أثناء تمرد بوكو حرام.

## خلفية
23 مارس 2020: مقتل 98 جنديًا تشاديًا في هجوم لجماعة بوكو حرام على قاعدة بوهاما بالقرب من بحيرة تشاد. بالنسبة للجيش التشادي، فإن خسائره هي الأعنف على الإطلاق في القتال ضد الجهاديين وبوكو حرام. الرئيس التشادي إدريس ديبي إتنو يعلن: «أنا أرفض هذه الهزيمة والرد يجب أن يكون ساحقًا».
وأستهدفت العملية كل من بوكو حرام، وتنظيم الدولة الإسلامية في غرب إفريقيا والجماعة السنية للدعوة والجهاد.

## العملية
الجيش التشادي يبدأ عمليته في 31 مارس. ثم تم نشر ما لا يقل عن 6000 رجل في منطقة بحيرة تشاد. تم استدعاء كتيبة من 480 رجلاً وجهتهم هي «منطقة الحدود الثلاثة» بين مالي وبوركينا فاسو والنيجر على وجه السرعة. يتولى الرئيس إدريس ديبي إنتو القيادة بنفسه ، ويوجه العمليات بالزي العسكري من جزيرة كايجا كيندجيريا. ووقع مرسوماً يعلن إقليمين فولي وكايا الواقعين في مقاطعة ليك على الحدود مع النيجر ونيجيريا «هم مناطق حرب».
ونشر التلفزيون التشادي الصور الأولى للقتال، حيث أظهر في البداية الطائرات أثناء القتال، ثم سرعان ما صور قتلى وسجناء بين الجهاديين. نُشرت رسالة من أبو بكر شيكوي يطلب من قواته مواجهة الهجوم، وتشير الرسالة إلى استهداف مجموعته أيضًا. كما يطلب من التشاديين التمرد على رئيسهم الذي يحارب من أجل الجهل (جهل بلغة الإسلام العربية).
الجيش انتشر بعمق، حتى في مناطق البحيرة الواقعة في الأراضي النيجيرية. نيجيريا تعلن دعمها العسكري للعملية بقصف تومبون فولاني على ضفاف البحيرة. في 4 أبريل، أعلن إدريس ديبي إنتو أنه لم يعد هناك «جهادي واحد في كل منطقة الجزيرة». في 6 أبريل، أعلن المتحدث الرسمي باسم الحكومة، عمر يايا حسين، أنه «لم يعد هناك عنصر واحد من بوكو حرام على الأراضي التشادية». تنتهي العملية في 8 أبريل.

## الخسائر
صرح المتحدث باسم الجيش التشادي العقيد عزم برميندوا أغونا لوكالة فرانس برس في 9 ابريل ان 52 جنديا تشاديا قتلوا في العملية. هذا الرقم مشابه وقريب تمامًا لما ادعى به مكتب EIAO، والذي يدعي مقتل 70 جنديًا، بالإضافة إلى آخرين قتلوا في غارة جوية تشادية سيئة التوجيه.
من جانب الجهاديين، أعلن الجيش عن مقتل 1000 شخص وتدمير 50 قاربًا آليًا. ومع ذلك، فإن حصيلة خسائر الجهاديين لا يمكن التحقق منها وربما مبالغ فيها. مصدر عسكري من صحيفة لوموند يتحدث المصدر عن عدة مئات من القتلى في صفوف الجهاديين. وتعتقد مؤسسة جيمستاون أيضًا أن السجل الرسمي الذي قدمته الحكومة التشادية ربما يكون مبالغًا فيه، مما يشير إلى أن الصور التي نشرتها السلطات التشادية تظهر مقتل بضع عشرات من المقاتلين الجهاديين فقط. تظهر العديد من الصور أيضًا شاحنات محملة بالأسلحة التي تم الاستيلاء عليها.
نُقل 58 سجيناً إلى العاصمة التشادية لكن 44 ماتوا في زنزانتهم في 16 أبريل 2020. ويشير تشريح الجثث، الذي أُجري على أربعة جثث، إلى " وجود استهلاك لمادة مميتة وعلاجية المنشأ، تسببت في اضطراب في القلب في بعض الجثث والاختناق الشديد في البعض الآخر ". اعتقدت السلطات التشادية انها عملية انتحارية جماعية محتملة، في حين ترى الاتفاقية التشادية للدفاع عن حقوق الإنسان أن السجناء الذين لم تثبت عضويتهم في بوكو حرام، ربما ماتوا بسبب سوء المعاملة، مثل نقص الغذاء والماء. تم إصدار تصريح أكدته اللجنة الوطنية لحقوق الإنسان وأشارت في 7 أغسطس 2020 في تقرير إلى أن ظروف الاعتقال (الزنزانة الضيقة والحرارة والعطش والجوع) " هذه الظروف أصل وفاة 44 معتقلاً ". وبحسب هذا التقرير فإن الحراس " لم يتنازلوا لتقديم المساعدة في السجن لأي شخص في خطر في ظل هذه الظروف رغم صرخات الشدة والصلاة التي يتلوها المعتقلون طوال الليل من الساعة الثامنة مساءً وحتى السادسة صباحاً ". كما يشير إلى أن " المعتقلين اُعتقلوا بعد فترة طويلة من العملية وأنه بحسب " أقارب الضحايا الذين استجوبتهم اللجنة، فإن المعتقلين في الغالب هم أرباب عائلات ذهبوا بحثا عن الراتب اليومي ". من الجانب الآخر، زعم الناجون الأربعة عشر من الجهاديين أنهم اعتقلوا لخرقهم حالة الطوارئ وحظر السفر المفروضة في منطقة بحيرة تشاد قبل العملية العسكرية.

## النتائج
وشهدت العملية التي حظيت بدعاية كبيرة تدفق من رسائل دعم للجيش التشادي عبر الشبكات الاجتماعية التشادية. يُسمح للرئيس إدريس ديبي إتنو بإعادة خلق توافق وطني في مواجهة العمليات العسكرية، بعد الهجمات المثيرة للجدل التي شنتها القوات المسلحة ضد مجموعات الدفاع عن النفس في مسكي عامي 2018 و2019. بعد أن اشتكى قبل أيام قليلة من أن تشاد «تتحمل وحدها كل ثقل الحرب ضد بوكو حرام»، أعلن إدريس ديبي إتنو في 9 أبريل انسحاب رجاله من العمليات العسكرية في المناطق الخارجية. ويعلن: «قاتلنا وحدنا على حدود بحيرة تشاد دون مساهمة الدول المفترض مساعدتنا. [...] مات جنودنا من أجل بحيرة تشاد والساحل. اعتبارًا من اليوم لن يشارك أي جندي تشادي في عملية عسكرية خارج تشاد». ومع ذلك، وفقًا لبيان صحفي نشرته وزارة الخارجية التشادية في 12 أبريل، فإن القرار لا يتعلق بمنطقة الساحل أو مينوسما، بل يتعلق فقط بحوض بحيرة تشاد.
وبحسب صحيفة «لوموند»، الصحفي سيريل بنسيمون: «الرئيس التشادي معتاد على هذا النوع من التهديدات ولم ينفذ قط. لقد أصبحت التدخلات الخارجية بالنسبة له دخلاً من الموقف وضمانًا لرحمة كبيرة من جانب الشركاء الأجانب، وفرنسا في الصدارة». كما نقل عن مصدر فرنسي رسمي: "هذه هي طريقته المعتادة في الضغط على الجميع. ديبي مستاء للغاية من النيجيريين، الذين لا يفعلون شيئًا لنقل التشاديين اليبحيرة تشاد، وهو محبط لأن النيجيريين غير قادرين على القتال في نفس الوقت على جبهتهم الشرقية والغربية ". مع تخطيط تشاد لتكون ضحية لمشاكل اقتصادية خطيرة مع جائحة فايرس كورونا المستجد وانخفاض أسعار النفط، فإن العملية هي فرصة للرئيس التشادي الديبي لتقديم نفسه من أجل الحفاظ على دعم شركائه الأجانب.
بعد توقف العملية بأسبوعين، لم يُهزم مكتب EIAO واستمر في عملياته، مما أدى في 19 أبريل إلى هجوم على زورقين عسكريين تشاديين بالقرب من نجوبوا. قُتل أربعة جنود وأُسر الخامس قبل إعدامه في 25 أبريل.